# الکساندر ناسونوف
الکساندر ناسونوف (اوکراینی: Олександр Юрійович Насонов؛ زادهٔ ۲۸ آوریل ۱۹۹۲) بازیکن فوتبال اهل اوکراین است.
از باشگاه‌هایی که در آن بازی کرده‌است می‌توان به باشگاه فوتبال دنیپرو، باشگاه فوتبال آرسنال کی‌یف، باشگاه فوتبال ماریوپول، و باشگاه فوتبال متالورگ دونتسک اشاره کرد.
وی همچنین در تیم‌های ملی فوتبال Ukraine national under-18 football team, Ukraine national under-19 football team، زیر ۲۰ سال اوکراین، و زیر ۲۱ سال اوکراین بازی کرده‌است.